# San Antonio Chiverías
San Antonio Chiverías är en ort i Mexiko.   Den ligger i kommunen Zacatepec och delstaten Morelos, i den sydöstra delen av landet, 90 km söder om huvudstaden Mexico City. San Antonio Chiverías ligger 952 meter över havet och antalet invånare är 1 280.
Terrängen runt San Antonio Chiverías är platt västerut, men österut är den kuperad. Runt San Antonio Chiverías är det tätbefolkat, med 591 invånare per kvadratkilometer. Närmaste större samhälle är Zacatepec, 3,2 km öster om San Antonio Chiverías. Omgivningarna runt San Antonio Chiverías är en mosaik av jordbruksmark och naturlig växtlighet.